# Epcot International Flower & Garden Festival
O Epcot International Flower & Garden Festival é um festival anual de jardinagem no Epcot no Walt Disney World Resort em Bay Lake, Flórida, perto de Orlando. O evento ocorre na primavera, normalmente do início de março até o final de maio. O festival está incluso na entrada regular, no entanto, existem alguns eventos durante o festival que custam um valor extra se os convidados optarem por participar.

## História

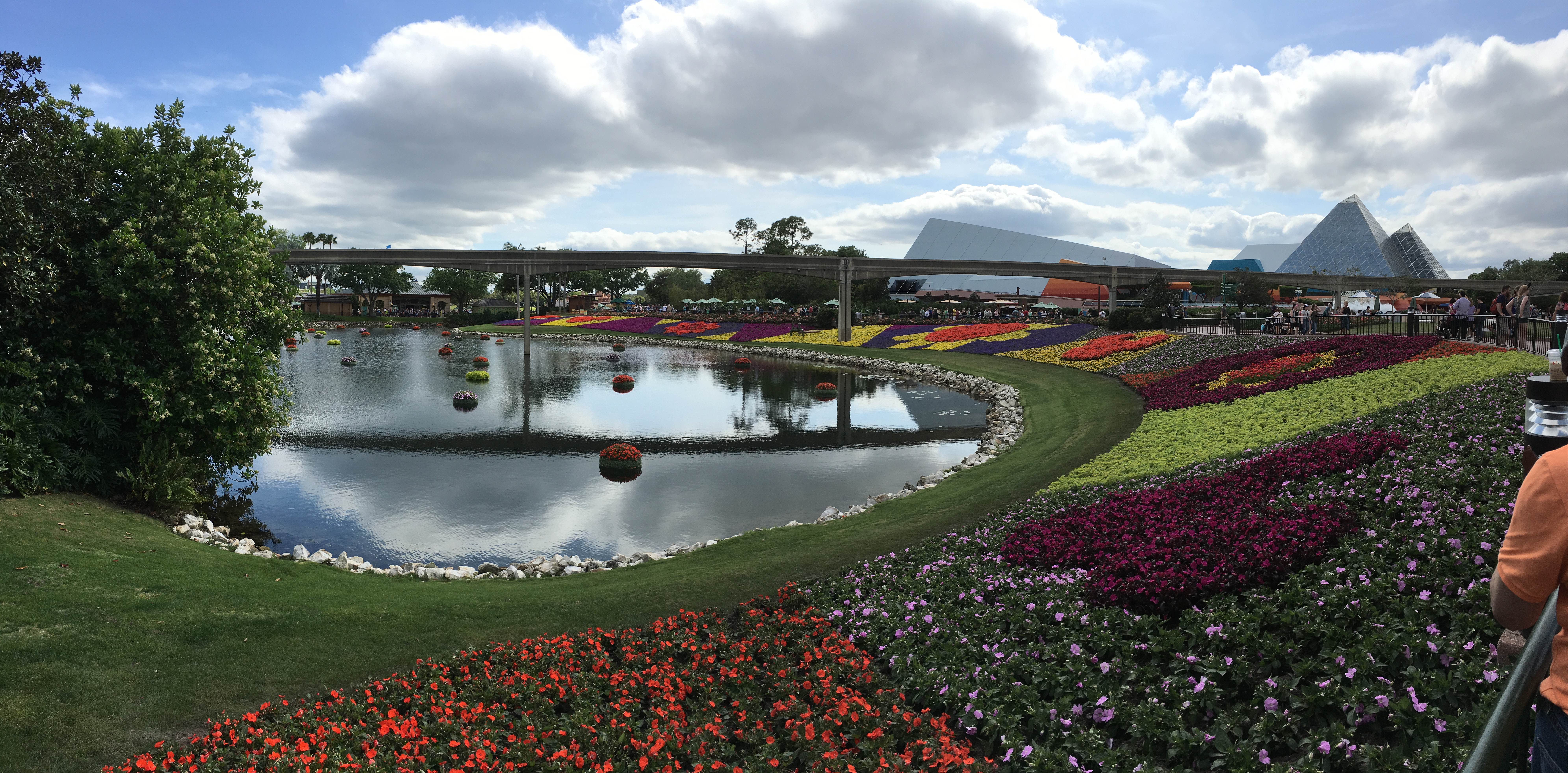
O festival Epcot Internacional Flower & Garden em 2019

### 1995
Em 1995, o festival estreou uma nova exibição em miniatura de trem e cidade ao lado do pavilhão da Alemanha. Oficialmente chamada de Epcot Garden Railway, a exibição trazia flores em meio aos trilhos e construções. O evento era tão popular que está no mesmo local desde então. Adereços são adicionados durante alguns festivais para corresponder à sinalização oficial do festival ao redor da lagoa World Showcase.

### 2015
O festival de 2015 incluiu as novas adições de topiárias de Anna e Elsa, Goofy About Spring (com Pateta, Tico e Teco e amigos), Caco o Sapo e Miss Piggy, além do retorno de Spring Is in the Air!, Buzz Lightyear, Rally Cactus Road (com Mater e Relâmpago McQueen), Fantasia, Phineas e Ferb, Mickey e Minnie fazendeiros (baseado em American Gothic), Bambi e amigos, Peter Pan, Aurora e Príncipe Felipe, Bela e a Fera, Woody, e Branca de Neve e os Sete Anões, A Dama e Vagabundo, O Rei Leão, Cinderela e Príncipe Encantado, Ano do Carneiro, Trolls, além do Jardim das Borboletas. Teve também a estréia da série de concertos Garden Rocks que substituiu a série de concertos Flower Power.

### 2016
O festival de 2016 apresentou topiárias de Huguinho, Zezinho e Luisinho, um guarda Mickey Mouse para comemorar o centenário do National Park Service, o jardim Floral Sun e o jardim infantil “Fab Five”.

### 2017
O festival de 2017 introduziu uma topiária do jogo Figment, topiárias reimaginadas das princesas e um jardim reimaginado de Carros, bem como uma nova topiária da entrada frontal.

### 2019
Em 2019 o parque trouxe a expansão dos populares shows de Garden Rocks para o período da noite, bem como um novo conjunto de topiárias (Betty e suas ovelhas) para celebrar Toy Story 4.

### 2020
Em 2020, o evento ficou mais curto devido à pandemia de COVID-19. Originalmente o festival iria até primeiro de junho, mas o Epcot foi fechado no dia 16 de março.